# Сантал білий
{{#ifeq:0|0|{{#if:|{{#if:Santalumalbum|[[]}}|}}}}
Сантал білий (лат. Santalum album) — вид дерев з роду сантал родини санталові.
Сантал білий — вічнозелене тропічне дерево, паразитує на коренях близько 500 видів рослин в одній тільки Індії. Розмножується насінням, після їх проростання корінці прикріплюються до коріння сусідніх рослин-господарів, використовуючи їх соки.

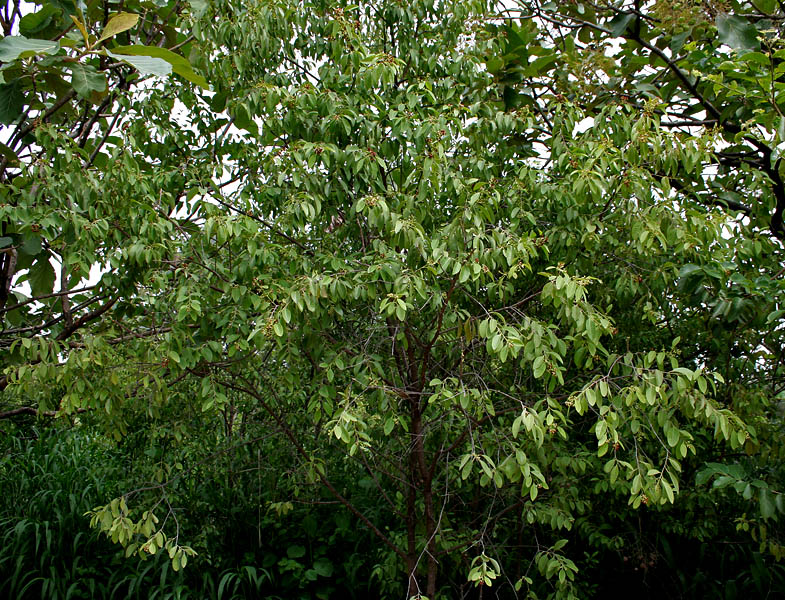
Сантал білий в районі Хайдерабада

Широко відомий як священне дерево, цінується за аромат, обумовлений високим вмістом ефірної олії (Сандалова олія). Запашна санталова деревина, «сандал» (назва походить від санскритського candana), використовується для виготовлення намист, шкатулок, а також пахощів та цінної ефірної олії. Вона дуже тверда, важка і міцна, стійка проти термітів. В ядрі деревини міститься 3-6 %, а в коренях до 10 % цінної ефірної олії. Деревину сантала використовували в Китаї та Індії починаючи з V століття до н. е., її вивозили до Єгипту, Греції та Риму. В наш час її широко використовують в Китаї і особливо в Індії для різьблення по дереву, виготовлення статуеток, віял, скриньок, шафок, курильних паличок і сувенірів. Подрібнена в вигляді пудри, деревина служить для куріння фіміаму в різних релігійних церемоніях, похоронних ритуалах.
Вивіз з Індії деревини сантала білого заборонений, він внесений до Червоної книги МСОП зі статусом «уразливий» (англ. Vulnerable). Подібні заходи прийняті для відновлення популяції. Більше 90 відсотків індійської популяції сантала білого зосереджено в штатах Карнатака і Тамілнад. З 1963 року в штаті Карнатака діяли правила, згідно з якими сантал проголошувався власністю уряду штату, навіть якщо він ріс на приватних землях. Суворі обмеження діяли і в Тамілнаді. Однак вони дали зворотний ефект: виробництво Індією деревини сантала білого впало з 5000 тонн в 1950-х роках до 500 тонн в 2007 році. У 2001 році обмеження в штаті Карнатака, а в наступному році і в Тамилнаде були ослаблені, землевласники стали власниками свого сантала білого. Крім Індії великі плантації сантала білого є в Індонезії і Австралії. У дикому стані сантал зустрічається на Малайському архіпелазі від східної частини острова Ява до острова Тимор. В Індії дикий сантал практично не зберігся.